# Idanha
Idanha – miasto w Stanach Zjednoczonych, w stanie Oregon, w hrabstwie Linn.